# Fiat Dino
Der Fiat Dino ist ein Sportwagen, der im Frühjahr 1966 von Fiat anlässlich des einhundertsten Geburtstages des Firmengründers Giovanni Agnelli vorgestellt wurde. Zunächst erschien das Spider genannte Cabriolet, dem im Frühjahr 1967 das Coupé folgte.

## Geschichte
Dino ist die Kurzform von Alfredino, dem Diminutiv von Alfredo, und war der Rufname von Enzo Ferraris Sohn. Die Legende will es, dass Alfredo Ferrari auf dem Totenbett 1956 dem bei Ferrari beschäftigten Vittorio Jano, einem bewährten und erfahrenen Rennmotorenkonstrukteur, die Daten für den V6-Motor ins Ohr geflüstert haben soll. Jano soll dann nach den Vorgaben Alfredinos dieses Triebwerk konstruiert haben, das von 1958 bis 1960 in der 1,5-Liter-Klasse der Formel 2 verwendet wurde. Nach mehreren Regeländerungen in den einzelnen Rennsportklassen fand sich das Aggregat auch in anderen Wettbewerben und wurde in Varianten mit bis zu 3,0 Liter Hubraum eingesetzt.
Als 1966 die 1,6-Liter-Klasse eingeführt wurde, kehrte der Dino-Motor wieder in die Formel 2 zurück. Zur Homologation war eine Produktion von mindestens 500 Einheiten erforderlich. Da Ferrari nicht in der Lage war, eine solche Stückzahl herzustellen, übernahm Fiat diese Aufgabe. Der ursprüngliche Motor als reines Rennsporttriebwerk eignete sich jedoch nicht für die Fertigung in größeren Stückzahlen und wurde in zahlreichen Merkmalen überarbeitet, um ihn fertigungsgünstiger und alltagstauglicher zu machen. Diese Aufgabe übernahm bei Fiat der Konstrukteur Aurelio Lampredi. Lampredi stellte unter anderem den Motorblock von Aluminium auf Grauguss um, vereinfachte den Kettentrieb der Nockenwellen drastisch und führte die Ventilspieleinstellung mit oben in den Tassenstößeln liegenden statt auf den Enden der Ventilschäfte sitzenden Einstellplättchen ein. Manche dieser Änderungen (Kettentrieb, Ventilspieleinstellung) wurden bereits bei den Versionen mit Aluminiumblock eingeführt, andere erst mit dem Graugussblock.
Fiat lieferte die Motoren auch an Ferrari für den Dino 206 und Dino 246 GT. Ferrari gab für die eigenen Motoren immer eine höhere Leistung an als Fiat. Der hauptsächlichste Grund war die Einbaulage beim Dino. Dort wurde der Motor quer vor der Hinterachse eingebaut. Dadurch musste die Auspuffanlage neu gestaltet werden. Außerdem bekam der Dino zwei runde Lufteinlässe in den hinteren Seitenteilen. Während der rechte zur Belüftung des Motorraums dient, endet im linken der Ansaugtrakt des Motors, um eine bessere Zufuhr der Ansaugluft zu erreichen. Hinzu kamen noch kleinere andere Änderungen am Motor, sodass Ferrari auch die Nutzung bis zur erlaubten Höchstdrehzahl der Motoren freigab (206 bis 8000/min, 246 bis 7600/min). All diese Änderungen erbrachten für den 2-Liter-Motor 20 und für den 2,4-Liter-Motor 15 PS mehr Leistung.

## Technik

### Karosserie
Der Wagen wurde in zwei Karosserieformen produziert: als Dino Coupé, entworfen von Bertone, und als offener Dino Spider mit dem Design von Pininfarina. Den rundlich gestalteten Pininfarina-Aufbau gab es nicht in einer geschlossenen Version. Der Designer Dany Brawand gestaltete allerdings für den italienischen Sportwagenhersteller Moretti das Coupé 850 SS Sportiva, dessen Linien dem offenen Dino nachempfunden waren.
Die Frontpartie ist von vier Jodscheinwerfern geprägt. 

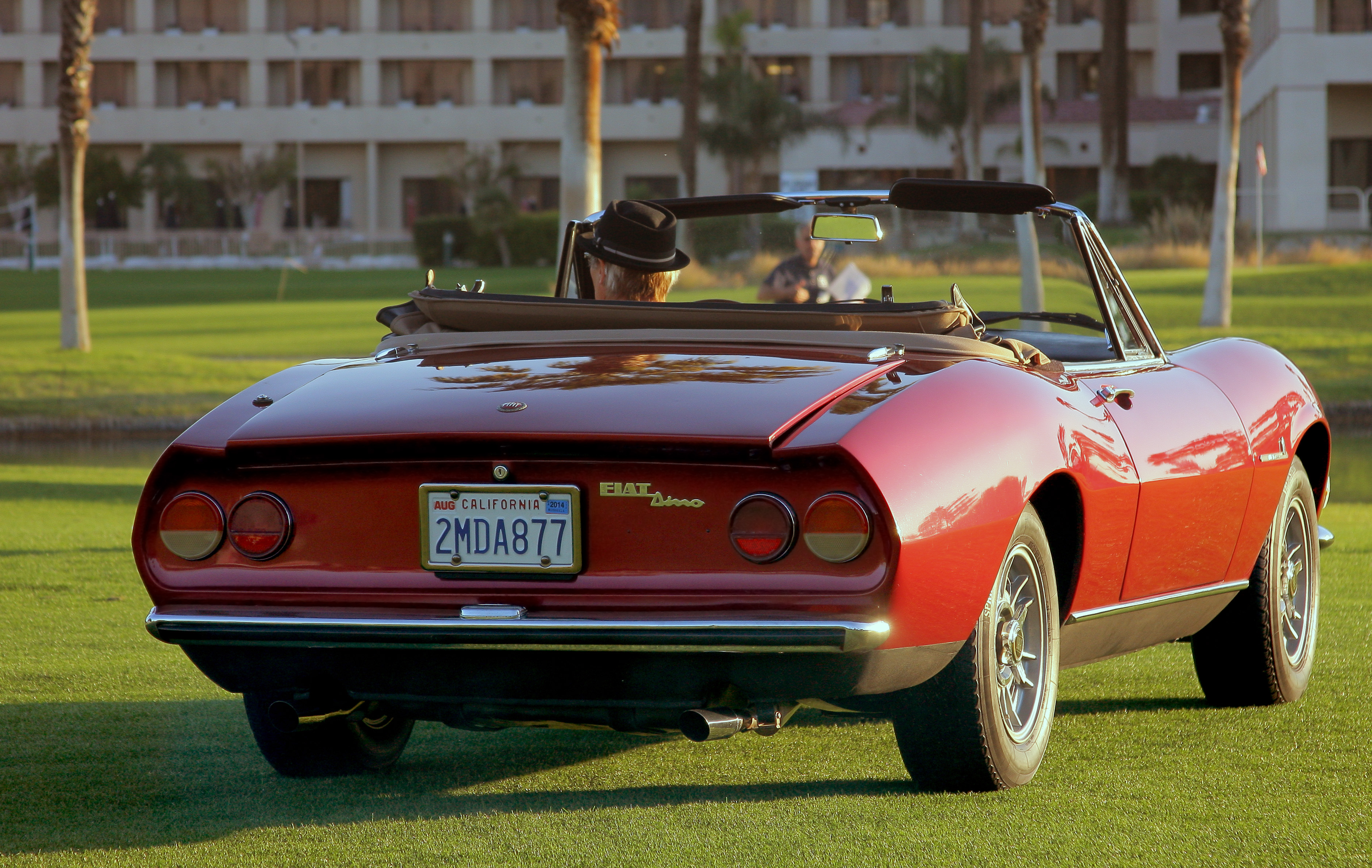
Heckansicht
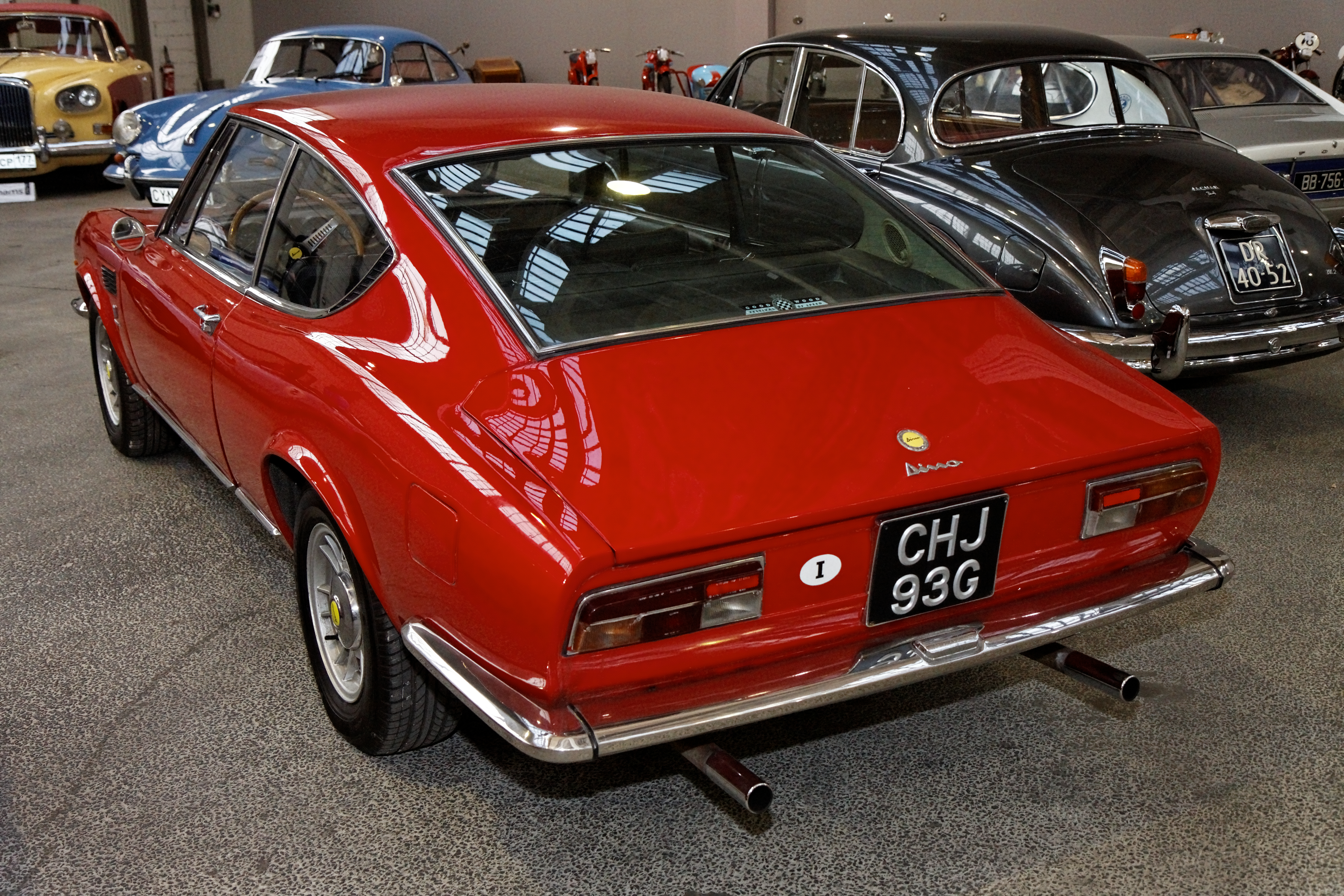
Fiat Dino 2000 Coupé (1967–1969)

### Antrieb
Der Fiat Dino wurde mit folgenden Motoren angeboten:
- 01/1966–12/1968: Sechszylinder-V-Motor mit Aluminiumblock und 1988 cm³ Hubraum sowie drei Weber-Vergasern, 118 kW (160 PS)
- 01/1969–12/1972: Sechszylinder-V-Motor mit Graugussblock und 2418 cm³ Hubraum sowie drei Weber-Vergasern, 132 kW (180 PS)

Ferrari verwendete die gleichen Motoren in seinen unter der Marke Dino verkauften Straßenfahrzeugen mit Mittelmotor, die ab 1968 hergestellt wurden. Der größere Motor wurde Anfang der 1970er-Jahre auch im Lancia Stratos eingesetzt, der als Rallyefahrzeug vier Weltmeisterschaften errang.
Der Dino wurde mit knüppelgeschaltetem Fünfganggetriebe geliefert.

### Fahrwerk
Die Vorderachse war schraubengefedert, während die hintere Starrachse an Einblattfedern mit Schubstreben geführt wurde. Scheibenbremsen des zweikreisigen Bremssystems mit Unterdruck-Bremshilfe waren an allen vier Rädern verbaut.

### Modellpflege
Gleichzeitig mit der Einführung des 2,4-l-Motors im Frühjahr 1969 wurde der Wagen aufgewertet.
Statt einer Starrachse an Blattfedern baute Fiat die unabhängige Hinterradaufhängung des Fiat 130 mit Dämpferbeinen und Querlenkern ein und änderte Kühlergrill und Heckleuchten.

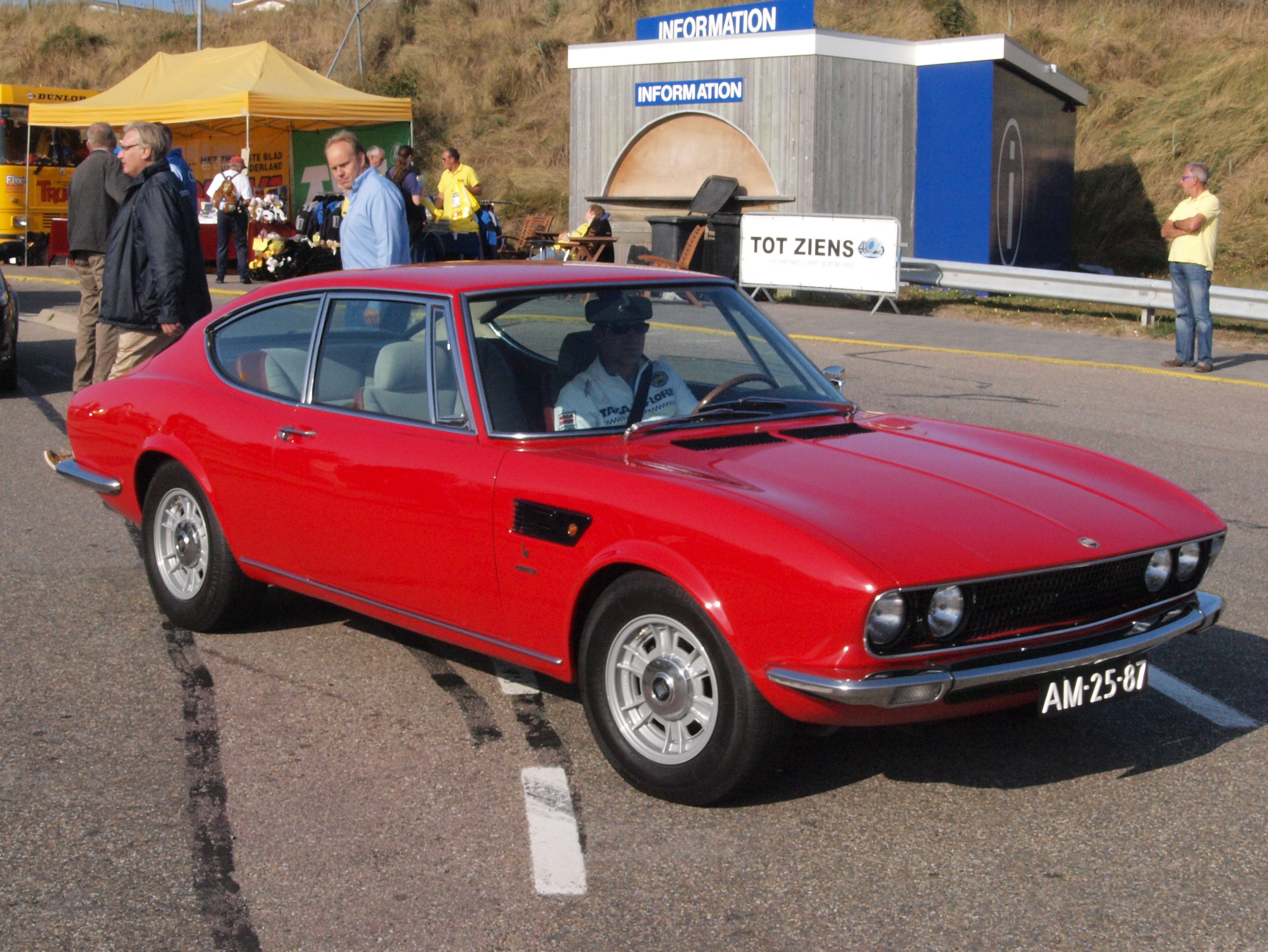
Fiat Dino 2400 Coupé (1969–1972)
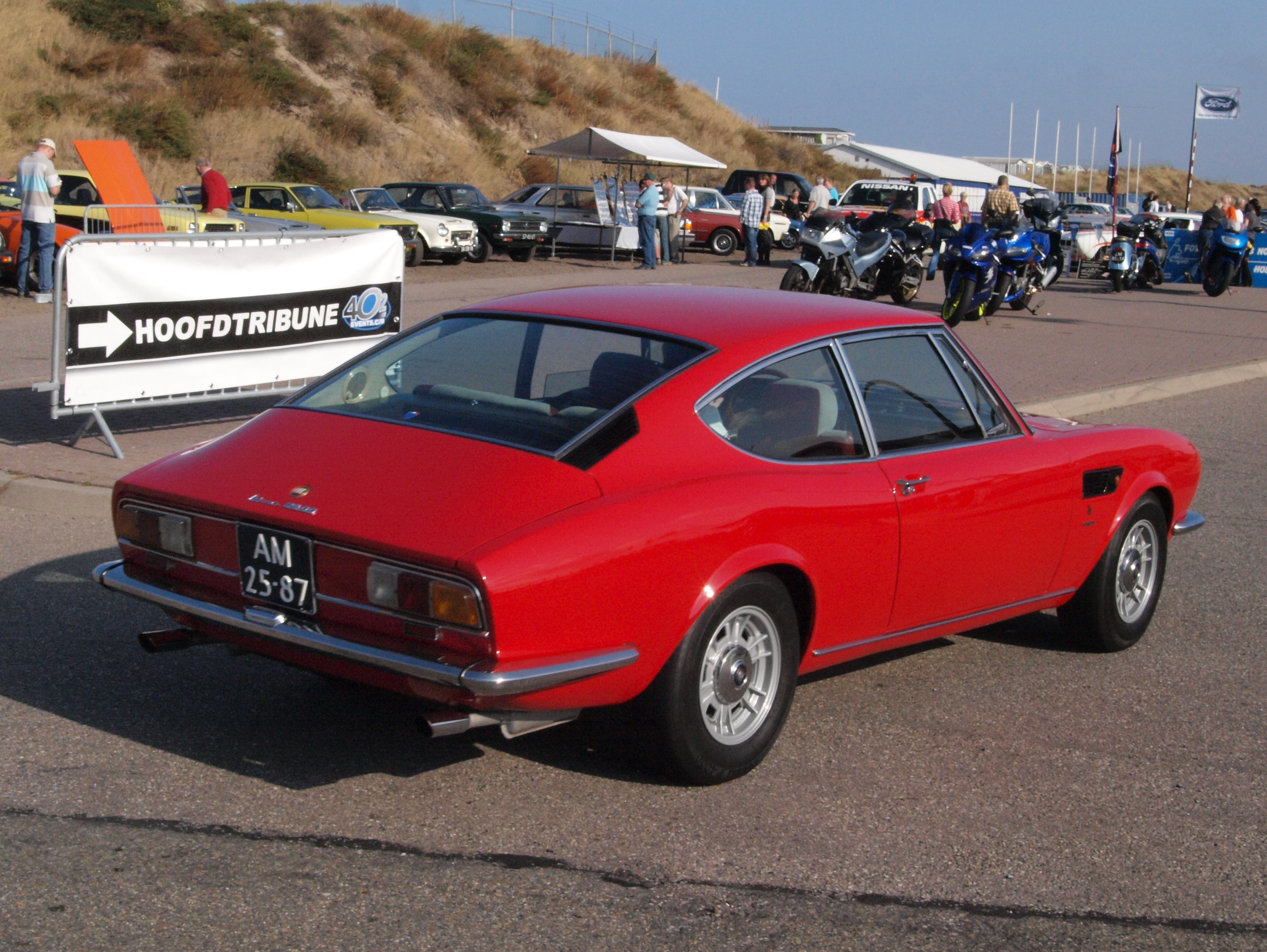
Heckansicht
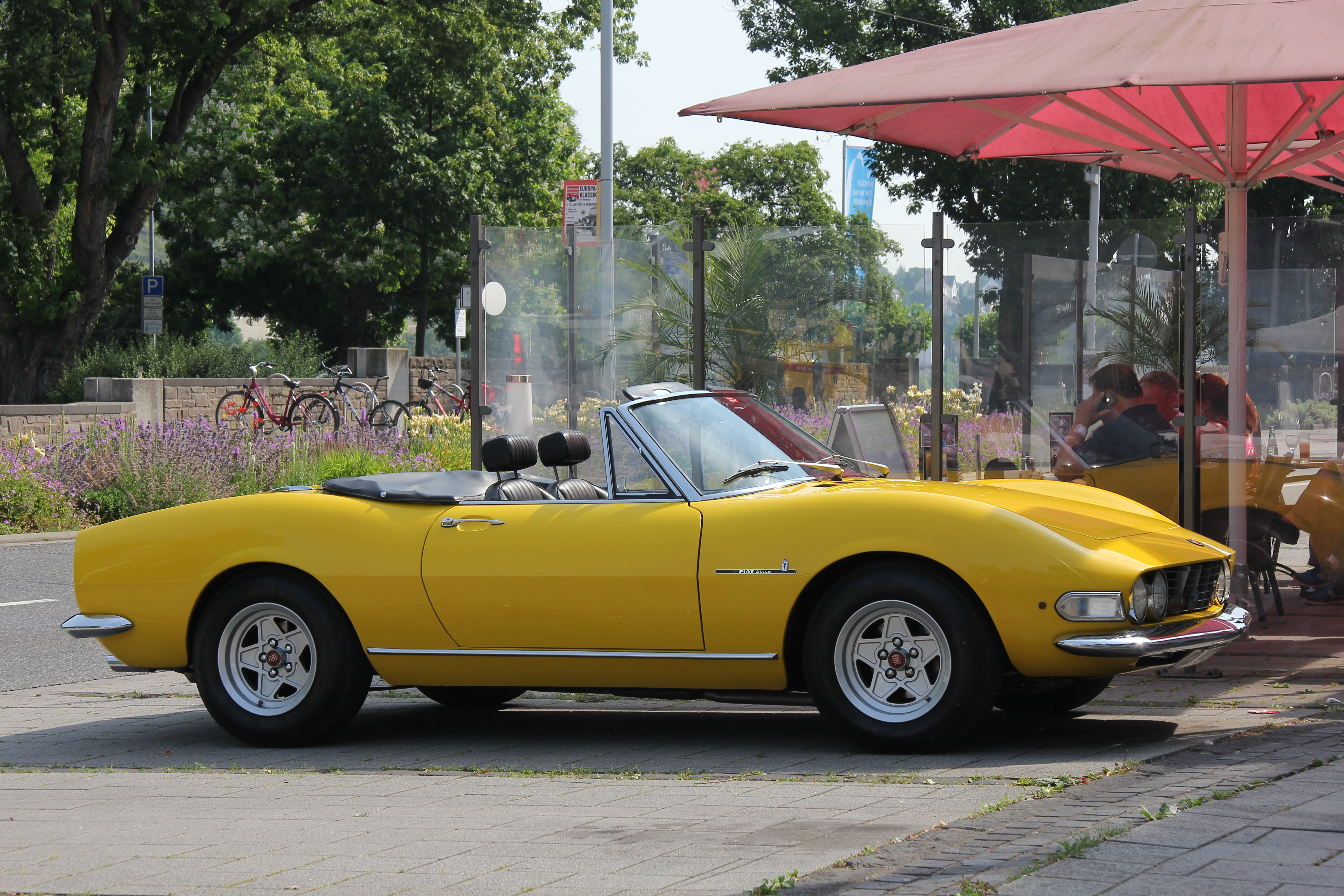
Fiat Dino 2000 Spider (1969–1972)
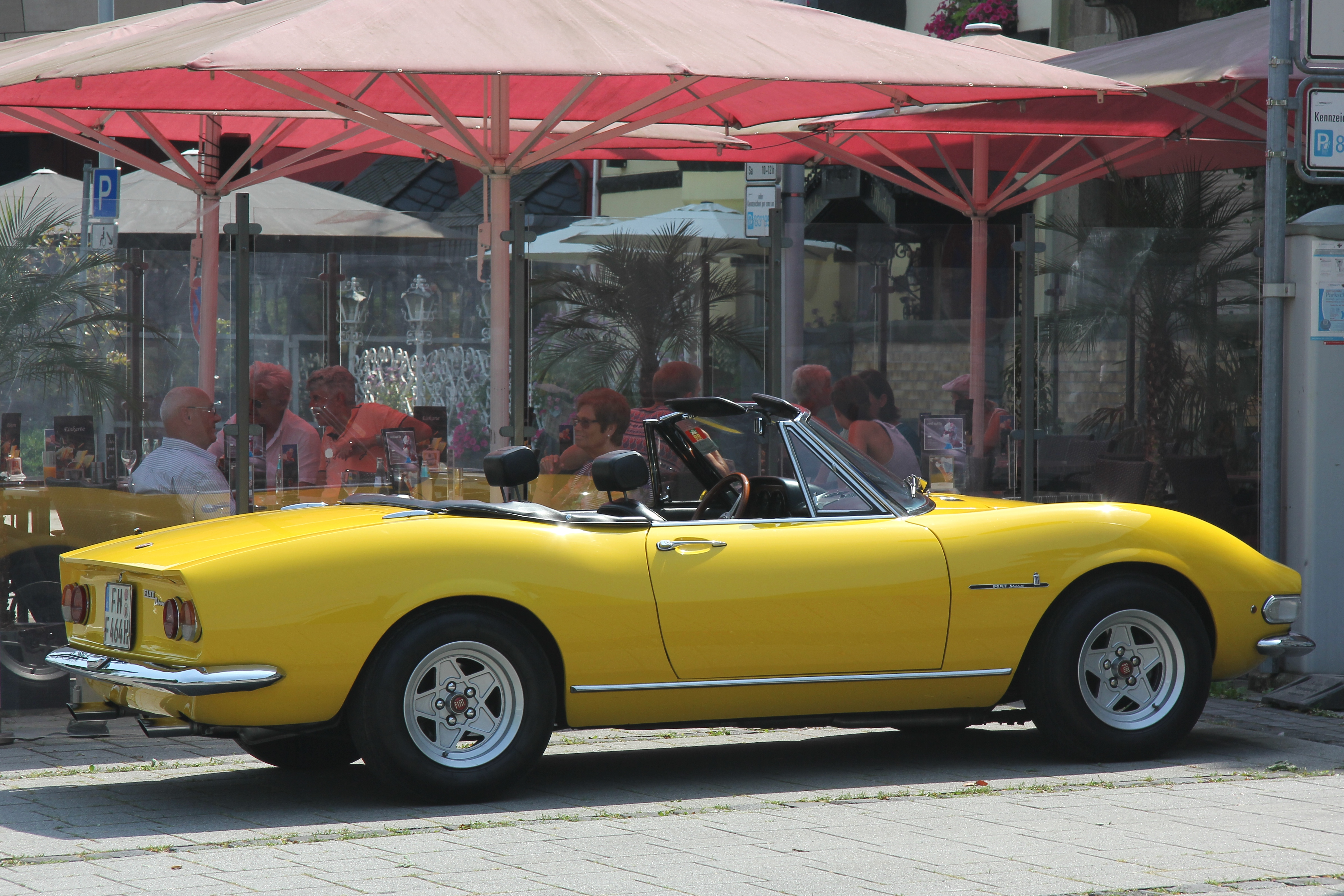
Heckansicht
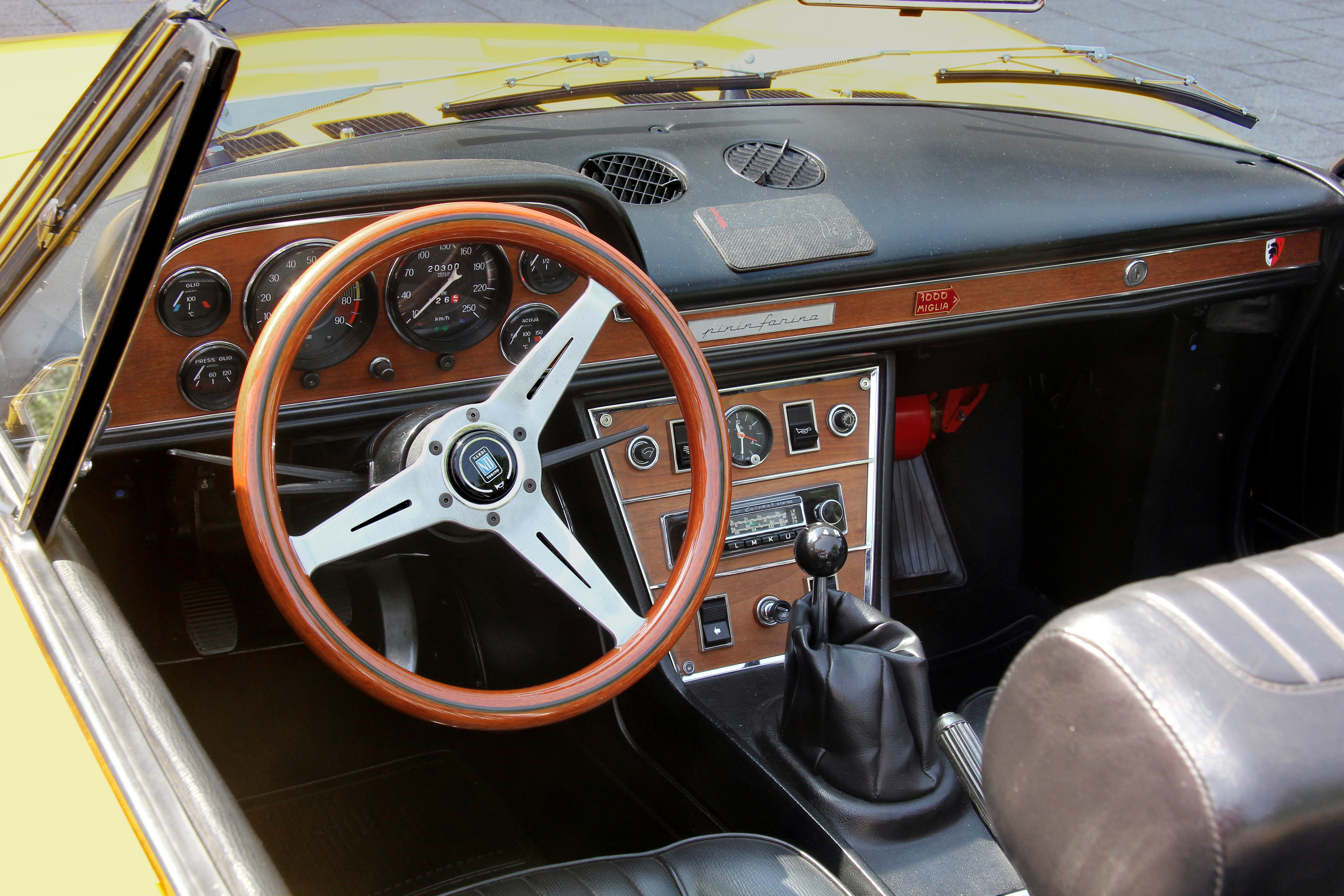
Cockpit mit Nardi-Lenkrad

## Produktion
Im Dezember 1972 wurde die Produktion des Dino beendet. Insgesamt wurden 7651 Exemplare hergestellt.
| Technische Daten Fiat Dino       | Technische Daten Fiat Dino                                 | Technische Daten Fiat Dino                                 | Technische Daten Fiat Dino                                 | Technische Daten Fiat Dino                                 |
| Fiat Dino:                       | 2000 Coupé                                                 | 2000 Spider                                                | 2400 Coupé                                                 | 2400 Spider                                                |
| -------------------------------- | ---------------------------------------------------------- | ---------------------------------------------------------- | ---------------------------------------------------------- | ---------------------------------------------------------- |
| Motor:                           | 6-Zylinder-V-Motor (Viertakt), Gabelwinkel 65°             | 6-Zylinder-V-Motor (Viertakt), Gabelwinkel 65°             | 6-Zylinder-V-Motor (Viertakt), Gabelwinkel 65°             | 6-Zylinder-V-Motor (Viertakt), Gabelwinkel 65°             |
| Hubraum:                         | 1987 cm³                                                   | 1987 cm³                                                   | 2418 cm³                                                   | 2418 cm³                                                   |
| Bohrung × Hub:                   | 86 × 57 mm                                                 | 86 × 57 mm                                                 | 92,5 × 60 mm                                               | 92,5 × 60 mm                                               |
| Leistung bei 1/min:              | 118 kW (160 PS) bei 7200                                   | 118 kW (160 PS) bei 7200                                   | 132 kW (180 PS) bei 6600                                   | 132 kW (180 PS) bei 6600                                   |
| Max. Drehmoment bei 1/min:       | 179 Nm bei 6000                                            | 179 Nm bei 6000                                            | 229 Nm bei 4600                                            | 229 Nm bei 4600                                            |
| Verdichtung:                     | nicht angegeben                                            | nicht angegeben                                            | nicht angegeben                                            | nicht angegeben                                            |
| Gemischaufbereitung:             | 3 Fallstrom-Doppelvergaser Weber 40 DCN14                  | 3 Fallstrom-Doppelvergaser Weber 40 DCN14                  | 3 Fallstrom-Registervergaser Weber 40 DCNF                 | 3 Fallstrom-Registervergaser Weber 40 DCNF                 |
| Ventilsteuerung:                 | 2×2 obenliegende Nockenwellen, Kette                       | 2×2 obenliegende Nockenwellen, Kette                       | 2×2 obenliegende Nockenwellen, Kette                       | 2×2 obenliegende Nockenwellen, Kette                       |
| Kühlung:                         | Wasserkühlung                                              | Wasserkühlung                                              | Wasserkühlung                                              | Wasserkühlung                                              |
| Getriebe:                        | 5-Gang-Getriebe, Knüppelschaltung, Hinterradantrieb        | 5-Gang-Getriebe, Knüppelschaltung, Hinterradantrieb        | 5-Gang-Getriebe, Knüppelschaltung, Hinterradantrieb        | 5-Gang-Getriebe, Knüppelschaltung, Hinterradantrieb        |
| Radaufhängung vorn:              | Oberer Dreieckslenker, unterer Querlenker, Schraubenfedern | Oberer Dreieckslenker, unterer Querlenker, Schraubenfedern | Oberer Dreieckslenker, unterer Querlenker, Schraubenfedern | Oberer Dreieckslenker, unterer Querlenker, Schraubenfedern |
| Radaufhängung hinten:            | Starrachse, halbelliptische Blattfedern, Längsschubstreben | Starrachse, halbelliptische Blattfedern, Längsschubstreben | Dämpferbeine, Schräg- und Querlenker, Schraubenfedern      | Dämpferbeine, Schräg- und Querlenker, Schraubenfedern      |
| Bremsen:                         | Vierrad-Scheibenbremsen, Durchmesser 27/25,4 cm            | Vierrad-Scheibenbremsen, Durchmesser 27/25,4 cm            | Vierrad-Scheibenbremsen, Durchmesser 27/25,4 cm            | Vierrad-Scheibenbremsen, Durchmesser 27/25,4 cm            |
| Lenkung:                         | Schneckenlenkung                                           | Schneckenlenkung                                           | Schneckenlenkung                                           | Schneckenlenkung                                           |
| Karosserie:                      | Stahlblech, selbsttragend                                  | Stahlblech, selbsttragend                                  | Stahlblech, selbsttragend                                  | Stahlblech, selbsttragend                                  |
| Spurweite vorn/hinten:           | 1380–1390/1350–1380 mm                                     | 1380–1390/1350–1380 mm                                     | 1380–1390/1350–1380 mm                                     | 1380–1390/1350–1380 mm                                     |
| Radstand:                        | 2550 mm                                                    | 2280 mm                                                    | 2550 mm                                                    | 2280 mm                                                    |
| Abmessungen:                     | Coupé: 4514 × 1709 × 1318 mm Spider: 4107 × 1709 × 1270 mm | Coupé: 4514 × 1709 × 1318 mm Spider: 4107 × 1709 × 1270 mm | Coupé: 4514 × 1709 × 1318 mm Spider: 4107 × 1709 × 1270 mm | Coupé: 4514 × 1709 × 1318 mm Spider: 4107 × 1709 × 1270 mm |
| Leergewicht:                     | 1280 kg                                                    | 1170 kg                                                    | 1400 kg                                                    | 1240 kg                                                    |
| Höchstgeschwindigkeit:           | 210 km/h                                                   | 210 km/h                                                   | 205+ km/h                                                  | 210+ km/h                                                  |
| 0–100 km/h:                      | 9s                                                         | 9s                                                         | 8s                                                         | 8s                                                         |
| Verbrauch (Liter/100 Kilometer): | 15,8 S                                                     | 15,8 S                                                     | 15,2 S                                                     | 15,2 S                                                     |